# John Stride
John Stride (London, 1936. július 11. – 2018. április 20.) angol színész.

## Filmjei
- Sink the Bismarck! (1960)
- Bitter Harvest (1963)
- The Scarlet and the Black (1965, tv-sorozat, öt epizódban)
- Jackanory (1968–1971, tv-sorozat, 14 epizódban)
- Macbeth (1971)
- Something to Hide (1972)
- John Keats: His Life and Death (1973)
- Pénzt vagy életet! (Juggernaut) (1974)
- A Scotland Yard vendége (Brannigan) (1975)
- Ómen (The Omen) (1976)
- A híd túl messze van (A Bridge Too Far) (1977)
- Wilde Alliance (1978, tv-sorozat, 13 epizódban)
- VIII. Henrik (Henry VIII) (1979, tv-film)
- Szimat nyomozó (Oh Heavenly Dog) (1980)
- Vacsora tizenhármasban (Thirteen at Dinner)  (1985, tv-film)
- Hanna háborúja (Hanna's War) (1988)